# Александрос Маврокордатос
Александрос Маврокордатос (грец. Αλέξανδρος Μαυροκορδάτος, 3 лютого 1791, Константинополь — 6 серпня 1856, Егіна) — грецький дипломат і політик, діяч Грецької національно-визвольної війни, міністр, прем'єр-міністр Греції.

## Біографія
Александрос Маврокордатос походив із родини фанаріотів Маврокордато. Служив спочатку секретарем у свого дядька, волоського господаря Іоанніса Караджі. Здобув досить різноманітну освіту у західноєвропейських університетах, зокрема Падуанському університеті, і гарячу симпатію до Англії та англійських порядків.
Будучи членом «Філікі Етерія», 1821 року при перших ознаках революційного руху на батьківщині він організував повстання в Міссолонгі і скликав туди з'їзд революціонерів, на якому Середня і Північна Греція була розділена на два військово-революційні округи. На чолі одного з них — західного — поставлений Александрос Маврокордатос. Він же став президентом Перших грецьких Національних зборів в Епідаврі (січень 1822 року) і головою призначеного ним уряду.
На Зборах, а потім під час визвольної боротьби Александрос Маврокордатос стояв на чолі міської «партії порядку». Він прагнув до правильної, до деякої міри централізованій системі управління, до введення по можливості правильної системи представництва, до організації регулярного війська. Водночас вже своїм зовнішнім виглядом, своїм європейськими фраком і циліндром, своїми окулярами, своїми вишуканими манерами він порушував ненависть тієї партії, на чолі якої стояв Теодорос Колокотроніс.
Александрос Маврокордатос брав участь у битві при Пета (1822), потім керував геройським захистом Міссолонгі. З 1823 року внаслідок посилення військової партії Маврокордатос відмовлявся від найважливіших політичних посад, не бажаючи подавати привід до розбратів. На Тройзенських зборах (1827) його ім'я багатьма називалося як ім'я бажаного президента грецького уряду, але військова партія перемогла, і був обраний Іоанніс Каподістрія. При в'їзді останнього до Греції Александрос Маврокордатос надав себе в його розпорядження і впродовж деякого часу обіймав посаду у фінансовому управлінні — фактично служив міністром фінансів Греції. Проте, незадоволений як фінансовими, так і адміністративними заходами президента, він подав у відставку і перейшов в рішучу опозицію. Після смерті Каподістрії він був віце-президентом Національних зборів 1832 року.
В добу правління короля Оттона Александрос Маврокордатос був главою Англійської партії і кілька разів обіймав різні міністерські посади. 1844 року нетривалий час очолював Кабінет міністрів, крім того, служив також послом Греції у Мюнхені, Берліні, Лондоні, Константинополі та Парижі. 1854 року Александрос Маврокордатос сформував кабінет, який проіснував 17 місяців. Помер 6 серпня 1856 в Егіні.

## Нагороди
- Орден Спасителя, Греція.